# Sári
Sári ist ein ungarischer weiblicher Vorname und Familienname.
Der Vorname stellt ein Diminutiv des Vornamen Sarah dar. Eine weitere ungarische Variante, und ebenfalls ein Diminutiv, ist der Vorname Sárika.

## Bekannte Namensträgerinnen

### Vorname
- Sári Barabás (1914–2012), ungarisch-deutsche Opern- und Operettensängerin
- Sári Megyery (1897–1983), ungarische Filmschauspielerin

### Familienname
- József Sári (* 1935), ungarischer Komponist

Siehe auch:
- Sari, finnischer weiblicher Vorname
- Sarı, türkischer männlicher Vorname